# Lagerstroemia duperreana
Lagerstroemia duperreana är en fackelblomsväxtart som beskrevs av Jean Baptiste Louis Pierre och François Gagnepain. Lagerstroemia duperreana ingår i släktet Lagerstroemia och familjen fackelblomsväxter. Utöver nominatformen finns också underarten L. d. saxatilis.